# Eleccions municipals de València de 2011
Les eleccions municipals de València de 2011 van ser les IX eleccions del període democràtic, celebrades el 22 de maig de 2011. Els votants van triar els 33 regidors que compondrien el ple de la Consell Municipal de València.
Amb una participació del 69,41%, va guanyar les eleccions el Partit Popular amb el 52,54% dels vots i 20 escons enfront del 21,76% dels vots i 8 escons del PSPV. A més, altres tres candidatures van obtindre representació en la cambra municipal, entrant per primera vegada Compromís i EUPV amb 3 y 2 escons respectivament.

## Sistema electoral
El Consell Municipal de València és l'organisme de primer ordre de govern del municipi de València i està compost per l'Alcalde, el govern municipal i la resta de regidors electes. Les eleccions municipals es realitzen per sufragi universal, que permet votar a tots els ciutadans de més de 18 anys, empadronats al municipi de València i que tenen l'absolut manteniment dels seus drets civils i polítics.
Els regidors són triats per la Regla D'Hondt en llistes electorals tancades i per representació proporcional amb una tanca electoral del 5 percent dels vots, inclosos les paperetes en blanc. Els partits que no aconseguisquen el 5 percent dels vots no obtindran representació a la cambra municipal. L'Alcalde és triat pels regidors electes. Segons la llei electoral, si no hi haguera una majoria clara per investir l'alcalde, s'investiria el candidat de la candidatura més votada.
La llei electoral preveu que els partits, coalicions, federacions i agrupacions d'electors puguen presentar llistes amb els seus candidats. Les Agrupacions d'Electors hauran de presentar les signatures d'un 0,1 percent dels electors empadronats al municipi durant els mesos previs a les eleccions. Els electors poden firmar en més d'una de les llistes de cada candidatura. Actualment, els partits i coalicions que volen presentar-se a les eleccions ho han de comunicar a les autoritats competents (Junta Electoral) en un termini de 10 dies des de l'anunci de convocatòria d'eleccions.

## Candidatures
| Candidatura | Candidatura                             | Cap de llista         | Programa                              | Lema                                                        |
| ----------- | --------------------------------------- | --------------------- | ------------------------------------- | ----------------------------------------------------------- |
|             | Partit Popular (PP)                     | Rita Barberà i Nolla  |                                       | "Centrats en tu"                                            |
|             | PSPV-PSOE                               | Joan Calabuig Rull    | Amb el teu vot València mira endavant | "Amb el teu vot València mira endavant" "Endavant alcalde!" |
|             | Compromís                               | Joan Ribó i Canut     | València eres tu                      | "Som com tu"                                                |
|             | Esquerra Unida del País Valencià (EUPV) | Amadeu Sanchis Labiós |                                       | "La teua alternativa"                                       |

## Resultats

### Generals
|              |                                                                                     |         |       |        |     |
| Partit       | Partit                                                                              | Vots    | %     | Escons | +/– |
|              | Partit Popular                                                                      | 208.727 | 53,71 | 20     | –1  |
|              | Partit Socialista Obrer Espanyol                                                    | 86.440  | 22,24 | 8      | –4  |
|              | Compromís per València: Coalició Municipal Compromís                                | 35.881  | 9,23  | 3      | Nou |
|              | Esquerra Unida del País Valencià                                                    | 28.489  | 7,33  | 2      | +2  |
|              | Unió, Progrés i Democràcia                                                          | 11.243  | 2,89  | 0      | Nou |
|              | Verds i Ecopacifistes                                                               | 5.177   | 1,33  | 0      | =0  |
|              | Coalició Valenciana                                                                 | 2.219   | 0,57  | 0      | =0  |
|              | Espanya 2000                                                                        | 1.920   | 0,49  | 0      | =0  |
|              | Partit Antitaurí contra el Maltractament Animal                                     | 1.771   | 0,46  | 0      | Nou |
|              | Esquerra Republicana del País Valencià-Acord Municipal                              | 980     | 0,25  | 0      | =0  |
|              | Per Un Món Més Just                                                                 | 752     | 0,19  | 0      | =0  |
|              | Units x València                                                                    | 690     | 0,18  | 0      | =0  |
|              | Partit Família i Vida                                                               | 511     | 0,13  | 0      | Nou |
|              | Partit Humanista                                                                    | 488     | 0,13  | 0      | =0  |
|              | Centre Democràtic Liberal                                                           | 482     | 0,12  | 0      | Nou |
|              | Partit Comunista dels Pobles d'Espanya                                              | 443     | 0,11  | 0      | =0  |
|              | Partit de Majors i Autònoms                                                         | 387     | 0,10  | 0      | Nou |
|              | Democràcia Nacional                                                                 | 343     | 0,09  | 0      | =0  |
|              | Partit dels Estrangers                                                              | 314     | 0,08  | 0      | Nou |
|              | Unificació Comunista d'Espanya                                                      | 295     | 0,08  | 0      | Nou |
|              | SOS Democràcia                                                                      | 277     | 0,07  | 0      | Nou |
|              | Esquerra Nacionalista Valenciana- República Valenciana/Partit Valencianista Europeu | 275     | 0,07  | 0      | Nou |
|              | La República                                                                        | 271     | 0,07  | 0      | Nou |
|              | Falange Autèntica                                                                   | 220     | 0,06  | 0      | Nou |
| Total        | Total                                                                               | 388.595 | 100   | 33     | 0   |
|              |                                                                                     |         |       |        |     |
| Vots vàlids  | Vots vàlids                                                                         | 397.256 |       |        |     |
| Participació | Participació                                                                        | 402.400 | 69,41 |        |     |
| Vots nuls    | Vots nuls                                                                           | 5.144   |       |        |     |
| Cens         | Cens                                                                                | 579.733 |       |        |     |
| Font: Argos  |                                                                                     |         |       |        |     |

### Per districte
| PP               | PSPV-PSOE | Compromís | EUPV   | Altres |        |
| Ciutat Vella     | 7.950     | 2.026     | 1.680  | 1.019  | 1.042  |
| L'Eixample       | 15.103    | 3.153     | 2.110  | 1.311  | 1.723  |
| Extramurs        | 15.945    | 4.169     | 2.639  | 1.673  | 1.975  |
| Campanar         | 9.397     | 4.035     | 1.891  | 1.308  | 1.517  |
| La Saïdia        | 12.317    | 5.476     | 2.340  | 1.807  | 1.797  |
| El Pla del Real  | 11.565    | 2.224     | 1.104  | 657    | 1.376  |
| L'Olivereta      | 11.994    | 5.891     | 1.752  | 1.682  | 1.644  |
| Patraix          | 15.092    | 7.046     | 3.055  | 2.386  | 2.280  |
| Jesús            | 12.778    | 6.672     | 2.276  | 2.008  | 1.804  |
| Quatre Carreres  | 19.071    | 7.355     | 2.847  | 2.531  | 2.484  |
| Poblats Marítims | 13.572    | 6.561     | 2.283  | 2.334  | 1.875  |
| Camins al Grau   | 15.143    | 6.986     | 2.619  | 2.116  | 2.372  |
| Algirós          | 9.888     | 4.910     | 2.217  | 1.675  | 1.659  |
| Benimaclet       | 7.256     | 3.498     | 1.776  | 1.390  | 1.105  |
| Rascanya         | 10.930    | 6.195     | 1.845  | 1.826  | 1.706  |
| Benicalap        | 9.467     | 5.585     | 1.698  | 1.550  | 1.479  |
| Pobles del Nord  | 2.125     | 648       | 425    | 180    | 209    |
| Pobles de l'Oest | 3.158     | 1.958     | 468    | 487    | 410    |
| Pobles del Sud   | 5.976     | 2.052     | 856    | 549    | 601    |
| Total            | 208.727   | 86.440    | 35.881 | 28.489 | 29.058 |

## Galeria

### Paperetes

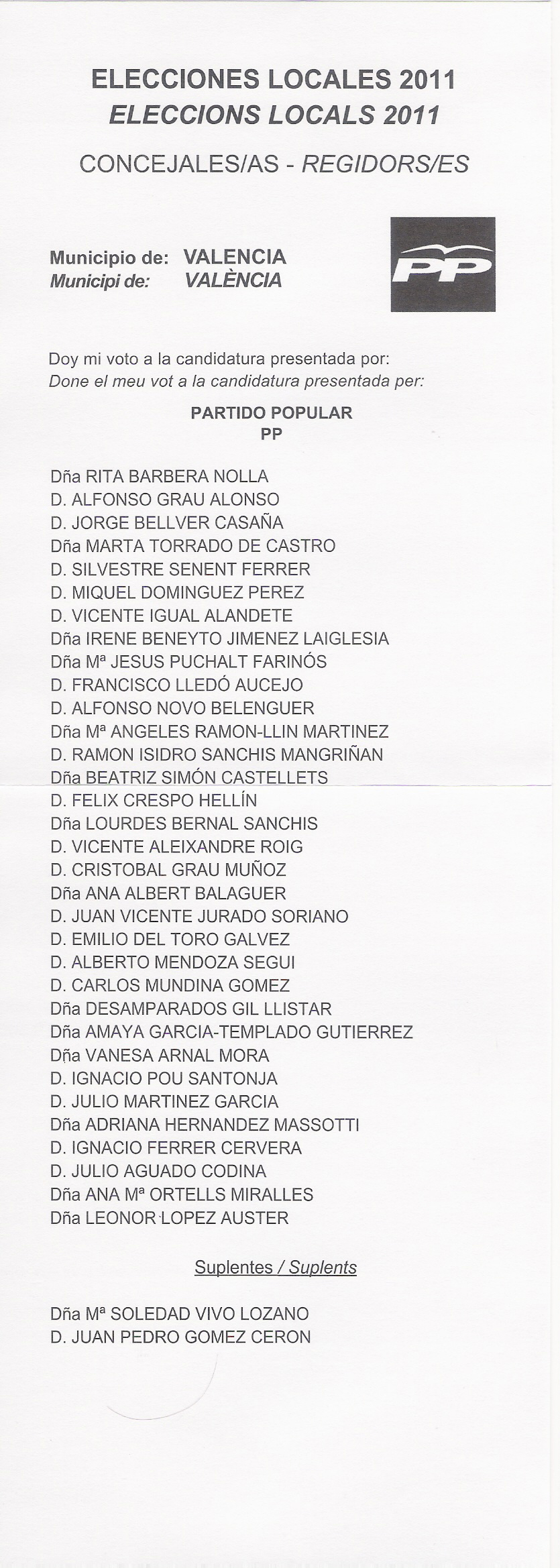
Papereta del Partit Popular
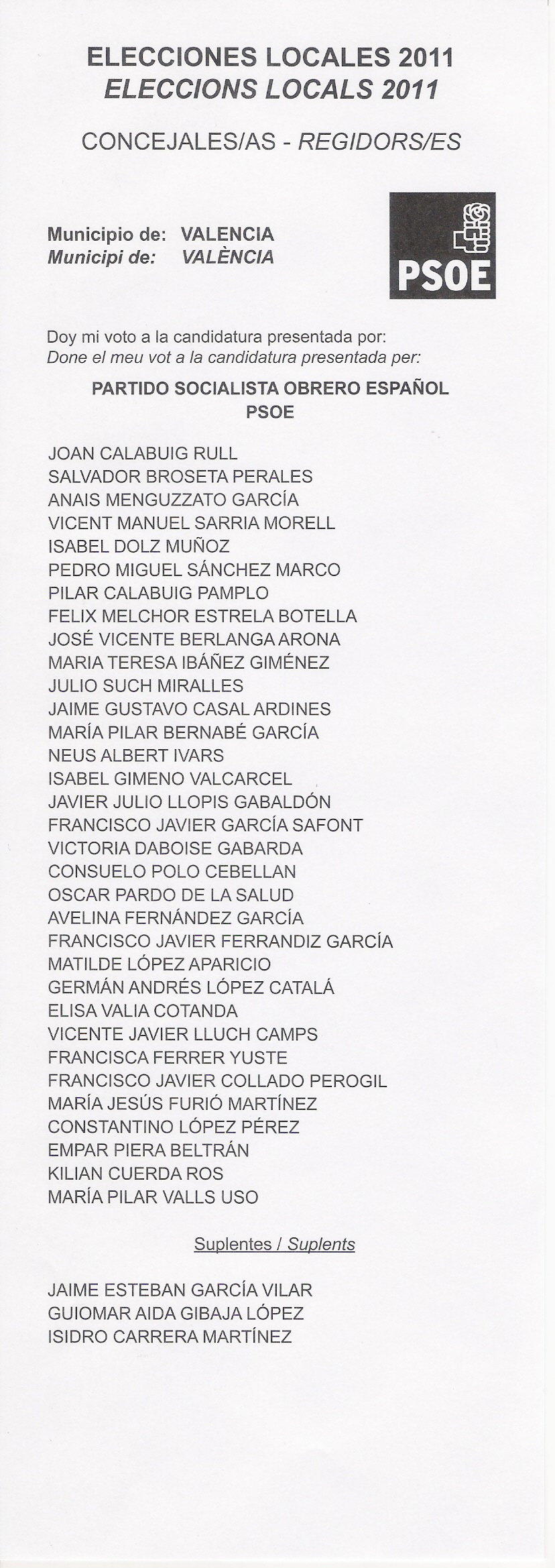
Papereta del PSPV-PSOE
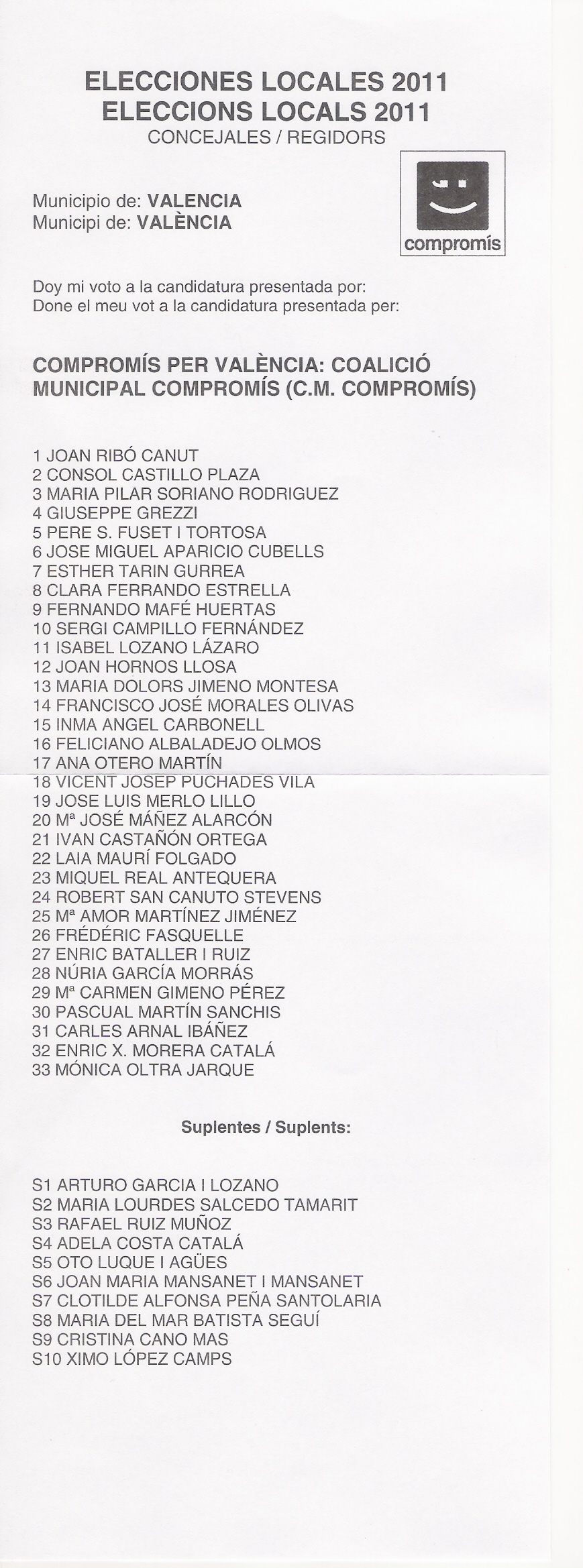
Papereta de Compromís
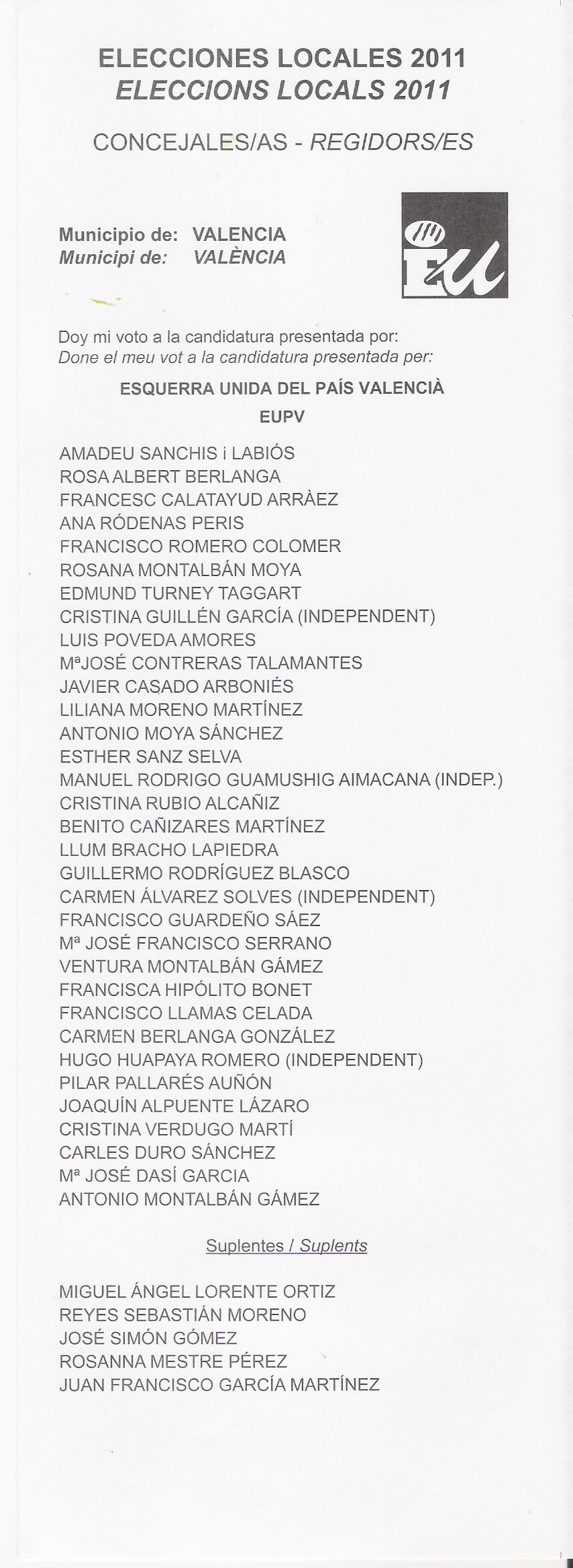
Papereta d'EUPV